# Bellevalia lipskyi
Bellevalia lipskyi là một loài thực vật có hoa trong họ Măng tây. Loài này được (Miscz.) Wulff. mô tả khoa học đầu tiên năm 1930.